# Kathryn Gustafson
Pour les articles homonymes, voir Gustafson.
Kathryn Gustafson, née en 1951, est une architecte paysagiste américaine. Parmi ses œuvres on compte les Jardins de l'Imaginaire à Terrasson-Lavilledieu et la fontaine commémorative de Diana, princesse de Galles à Londres.

## Biographie
Kathryn Gustafson nait et grandit à Yakima dans l'État de Washington. Fille de parents chirurgiens, elle entre à dix-huit ans à l'Université de Washington à Seattle pour étudier les arts appliqués. Un an après, elle part à New York pour étudier au Fashion Institute of Technology. Après l'obtention de son diplôme, elle quitte les États-Unis pour s'installer à Paris dans le but de devenir créatrice de mode. Elle sera séduite par la sensibilité française et décidera de s'inscrire à l'École nationale supérieure de paysage de Versailles. Elle commencera ensuite sa carrière d'architecte paysagiste après avoir été diplômée en 1979. Kathryn Gustafson travaille à travers le monde au sein de deux agences, Gustafson Porter + Bowman à Londres et Gustafson Guthrie Nichol à Seattle.

## Conception

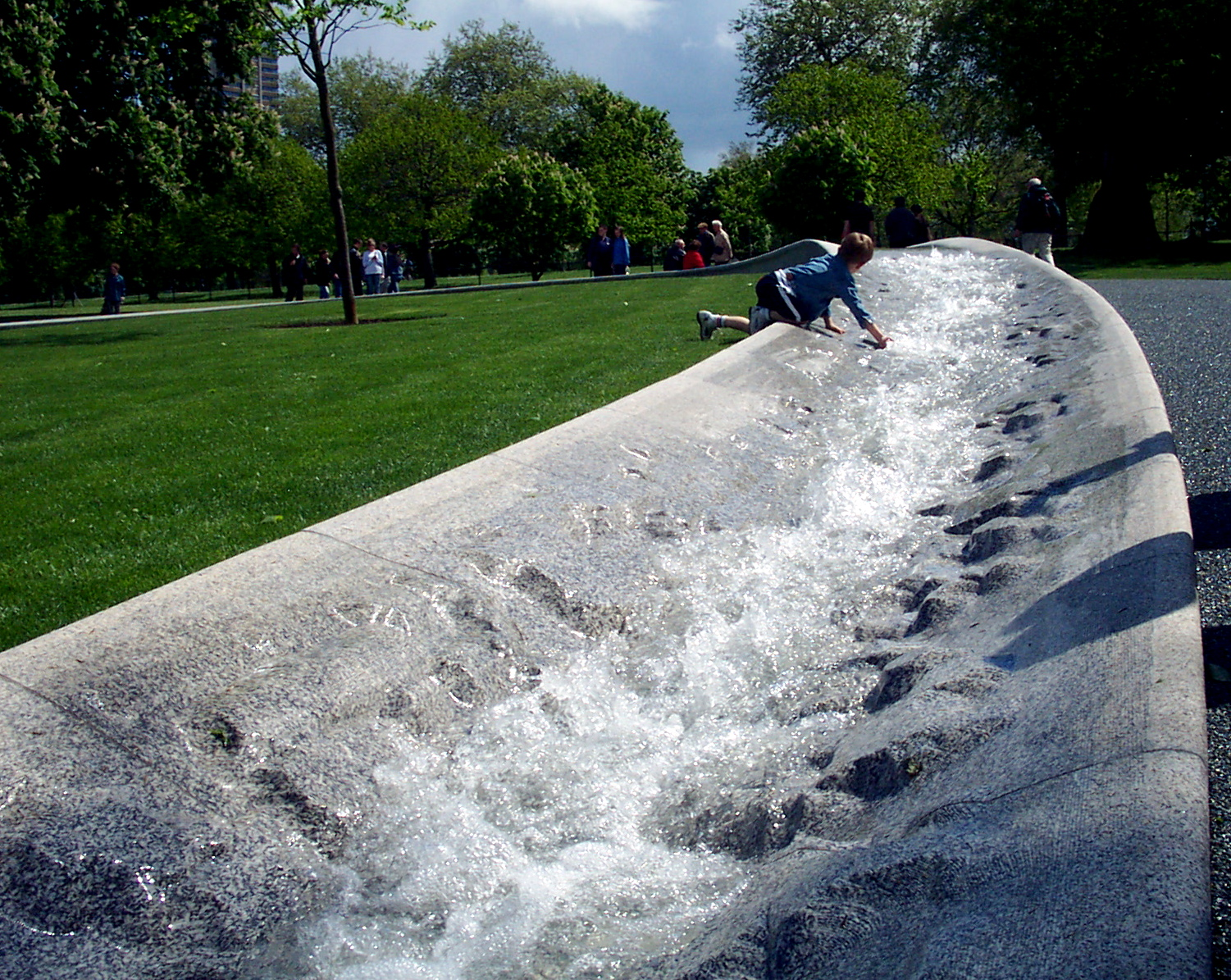
La fontaine commémorative de Diana, princesse de Galles.

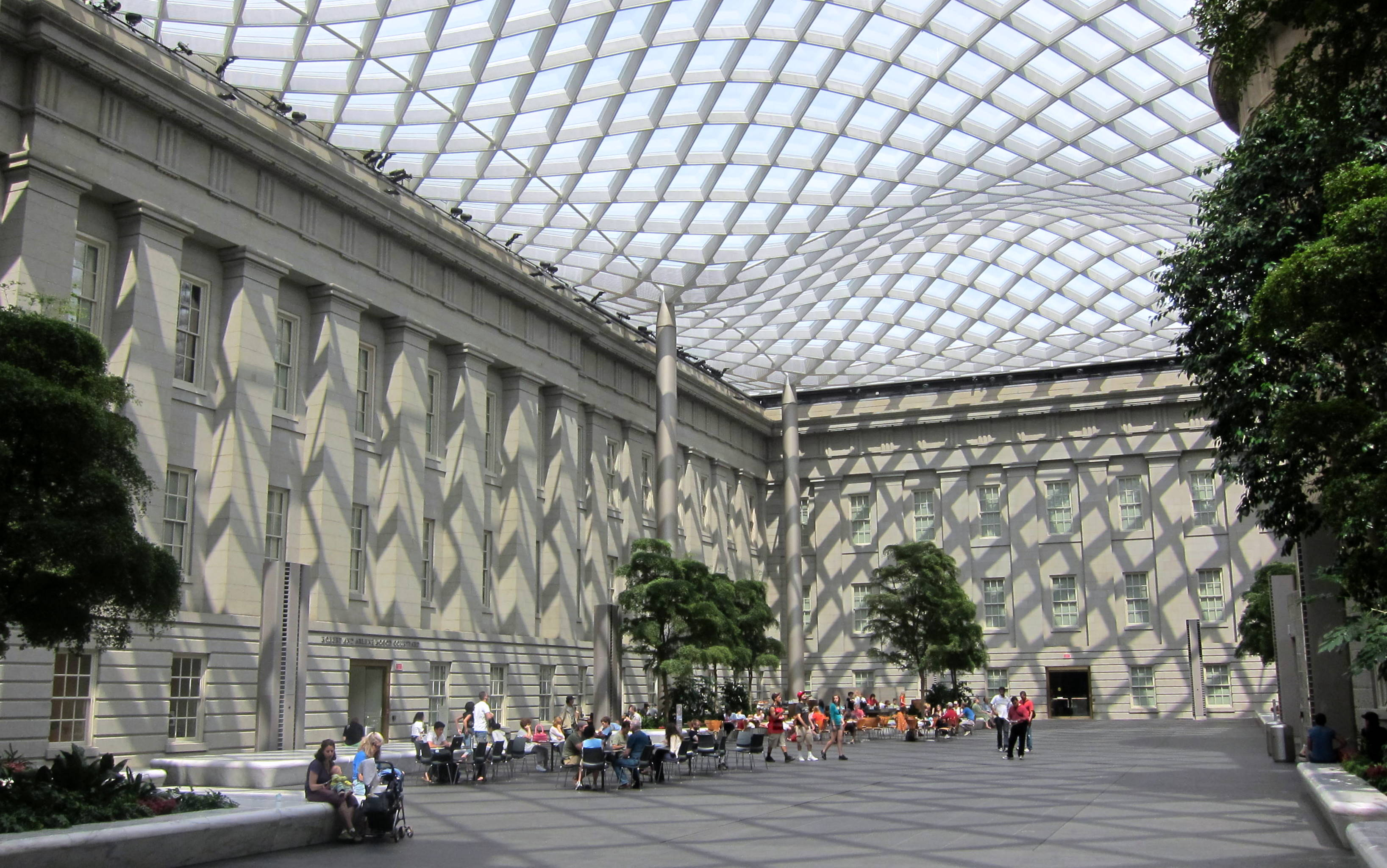
Le Kogod Courtyard au musée d'art smithsonien de la National Portrait Gallery à Washington.

### Inspiration
Le travail de Kathryn Gustafson se caractérise par la relation qu'elle entretient avec la fluidité des lignes et la simplicité des formes. Elle considère que concevoir un paysage, c'est entrelacer l'environnement physique, la culture, le climat, ainsi que l'histoire du site pour relier le corps à l'âme et l'esprit à la terre. Son travail reflète le modelage de la terre qui donne souplesse et pureté à la forme unissant le végétal à la création du paysage. Elle examine chaque morceau de la terre pour en sortir son histoire. Ses premières questions sont portées sur l'eau, la population, l'histoire et les mythes du site. Une des grandes distinctions du travail de Gustafson est la manière dont elle sculpte, réarrange la terre. La volonté de création d'harmonie, de sérénité et d'équilibre entre les gens et la nature. Un espace hors temps, qui devient calme et paix. On note une forte influence venant de sa vocation première, qui fut le textile, par l'utilisation de ces formes, la souplesse et la légèreté qu'elle leur donne.

### Agences
Gustafson Porter créé par Kathryn Gustafson et Neil Porter est situé dans le centre de Londres. Cette agence s'oriente plus vers les personnes et l'environnement en privilégiant l’effet de surprise et l’expérience sensorielle.  
Gustafson Guthrie Nichol a été établie à Seattle et fondée par Kathryn Gustafson, Jennifer Guthrie, Shannon Nichol. Cette agence aspire au raccord entre la nature, la culture et l'histoire.

## Projets
- Les Jardins de l'Imaginaire, Terrasson-Lavilledieu, 1996, 6 ha, équipe de conception Kathryn Gustafson
- Parc de la Villette, Serre de la Cité des sciences et de l'industrie, Paris, 1986, 1 920 m2, Design de Kathryn Gustafson et Ian ritchie
- Aire d'atterrissage des idées, non réalisé, concours d'idées pour la célébration du bicentenaire de la Révolution, Paris 12e, Kathryn Gustafson Charles Gondner
- Jardin du siège social Shell, Rueil-Malmaison, 1991, 2,5 ha, conception Kathryn Gustafson
- Jardin du siège de Esso, Rueil-Malmaison, 1991, conception Kathryn Gustafson
- Place des droits de l'Homme, Évry, 1991, 1,2 ha, conception Kathryn Gustafson
- Jardin l'Oreal, Aulnay-sous-Bois, 1992, 1,5 ha, conception Kathryn Gustafson
- Les 13 sentinelles, treize piliers en gabion à l'échangeur autoroutier A7-A55 aux Pennes-Mirabeau[1].
- Cuirrasse entrée de tunnel banlieue Parisienne, 1993, 6 ha, Non exécuté, conception Kathryn Gustafson
- Jardin du vent et du son, Lausanne, 1997, Suisse, conception Kathryn Gustafson
- Arthur Ross Terrace du Musée américain d'histoire naturelle, New York, 2000, 4 380 m2, conception Kathryn Gustafson
- Crystal Palace Park, Londres, 2002, 42 000 m2, équipe du projet Gustafson Porter
- Pylone EDF, France, 2002, équipe de conception Kathryn Gustafson, Ian Ritchie, Henry Bandsley
- Fontaine commémorative de Diana, Princesse de Galles, sud ouest de Hyde Park, Londres, officiellement ouverte par la Reine Élisabeth II le 6 juillet 2004
- Lurie Garden de Millennium Park, Chicago, 99 000 m2, achevé en 2004, conception Kathryn Gustafson
- Participation à la biennale de Venise, Towards Paradise (Vers le Paradis), l'installation est faite sur une ancienne église qui fut détruite à la fin des années 1800. Il s'agit d'une représentation contemporaine au sens large qui représente une idée abstraite, ainsi qu'une notion morale. Le visiteur est emmené dans un voyage à travers le temps. En évoquant le passé, le présent et le futur, le jardin est composé de trois espaces. Le 1er remember on se rappelle ce que l'on a perdu. Le second nourishment la découverte d'un enrichissement pour le corps et l'âme. Et le dernier Enlightenment un espace qui mène à la terre sculptée qui offre un temps de réflexion, conversation, contemplation et de rêves de paradis.
- Robert and Arlene Kogod Courtyard at the Smithsonian Art Museum and National Portrait Gallery, National Portrait Gallery, Washington, D.C., 2007, Foster et Gustafson

## Prix
- Héritage national du XXe siècle 2007
- Qualifiée aux finales des récompenses nationales de conception de Hewitt de tonnelier pour la conception de paysage 2005
- Jardin remarquable pour Les Jardins de l'Imaginaire, 2004
- Récompense de mérite de conception 2003
- Récompense de conception de Chrysler 2001
- Fellow honorifique 1999
- Prix Jane Drew 1998
- Médaille architecture décoration 1993

### Articles
- The Economist : "The Sky is mine"
- Moving Horizon : les paysages de Kathryn Gustafson et associés, de Jane Amidon des éditions Birkhausser paru en septembre 2005
- Biennale de Venise 11e éditions : Towards Paradise